# Christine Proust
Pour les articles homonymes, voir Proust (homonymie).
Christine Proust est née en 1953, elle est une historienne française des mathématiques et des sciences et experte en cunéiforme qui s'occupe des mathématiques en Mésopotamie.

## Formation et carrière
Proust a reçu son agrégation de mathématiques en 1992 et son DEA d'histoire des sciences à l'Université Paris-Diderot en 1999. Elle y a obtenu en 2004 son doctorat en histoire des mathématiques sous la direction de Christian Houzel. Elle est habilitée en 2010. Elle est directrice de recherche au Centre national de la recherche scientifique (CNRS) au sein du Groupe Sphère du CNRS et de l'Université de Paris VII. En 2010/11 elle est à l'Institut méditerranéen de Recherches Avancées. Elle est l'actuelle présidente du conseil scientifique des IREM.

## Travaux
Elle a étudié les textes mathématiques cunéiformes de Nippur à Istanbul et d'Iéna datant du début du 2e millénaire avant notre ère, qu'elle a publiés en deux volumes. Elle s'est notamment intéressée aux techniques opératoires sur les tablettes en argile des écoles de scribes. On trouve déjà des tables de surfaces de carrés dès le milieu du 3e millénaire avant Jésus-Christ en Mésopotamie, et des tables d'inverses dans cette même région dès la fin du 3e millénaire. Les Mésopotamiens travaillent également sur des tables de puissances, des tables de triplets pythagoriciens, des tables de conversions, des tables de multiplication.

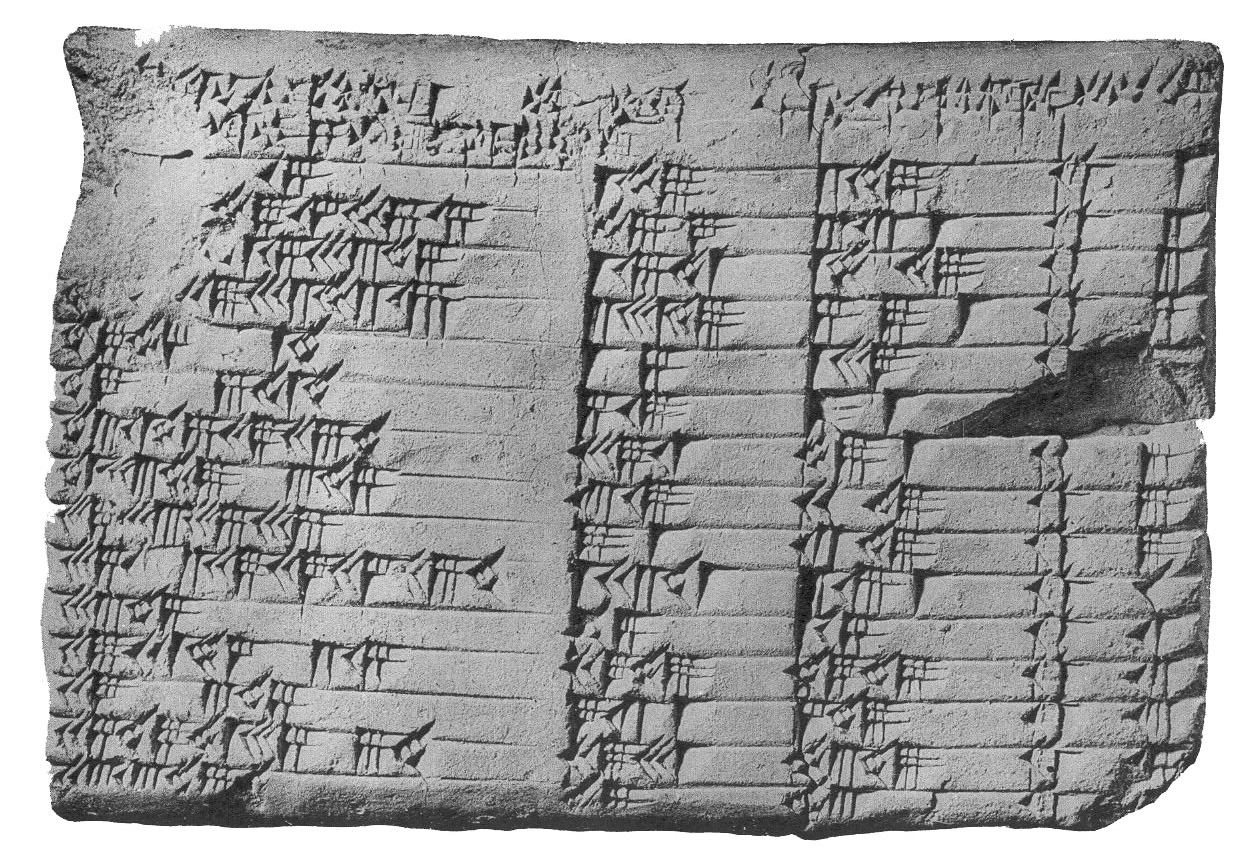
La tablette Plimpton 322.

Elle s'occupe également de la succession d'Otto Neugebauer (elle était co-organisatrice d'un colloque sur Neugebauer à New York en 2010) et a publié sur Plimpton 322,. 
En collaboration avec Agathe Keller (experte en textes mathématiques sanskrits au laboratoire Sphère), elle dirige le projet Sciences mathématiques dans le monde antique au Moyen-Orient, financé par l'ERC Advanced Grant de Karine Chemla. 
En 2009, elle est à l'Institute for Advanced Study et en 2009/10 à l'université de New York. 

## Prix et distinctions
En 2012, elle a reçu le prix Paul Doistau-Émile Blutet de l'information scientifique. 

## Publications
- Tablettes mathématiques de Nippur. Volume I: Reconstitution du cursus scolaire. Volume II: Edition des tablettes conservées à Istanbul. Varia Anatolica 18, IFEA. De Boccard, Istanbul 2007.
- Tablettes mathématiques de la collection Hilprecht (de). Harrassowitz, Wiesbaden 2008. (avec la participation de Manfred Krebernik, Joachim Oelsner)
- Mesopotamian metrological lists and tables: Forgotten sources. Dans: F. Bretelle-Establet (ed. ): Looking at it from Asia: the processes that shaped the sources of history of science. Boston Studies in the Philosophy of Science, 2010.
- La multiplication babylonienne: la part non écrite du calcul. Dans: Revue d'histoire des mathématiques. Volume 6, 2000, p. 293-303.
- Quantifier et calculer: usages des nombres à Nippur. Dans: Revue d'Histoire des Mathématiques. 14, Société Mathématique de France, 2008, pp. 143-209 (en ligne).
- Teachers’ writings and students’ writings : school material in Mesopotamia. Dans: G. Gueudet, B. Pepin, L. Trouche (éd. ): From text to ’Lived’ Resources. Mathematical Materials and Teacher Development. Springer Verlag, 2011,  (ISBN 978-94-007-1965-1), pp. 161-180, DOI 10.1007/978-94-007-1966-8_9.
- avec John Britton, Steve Shnider: Plimpton 322: a Review and a Different Perspective. Dans: Archive for History of Exact Sciences. Volume 65, 2011, p. 519-566, DOI 10.1007/s00407-011-0083-4, JSTOR:41287706.
- Numerical and metrological graphemes: from cuneiform to transliteration. Dans: Cuneiform Digital Library Journal. 2009 (en ligne).
- Christine Proust, « Quantifier et calculer : usages des nombres à Nippur », Revue d'histoire des mathématiques, vol. 14, nos 14-2,‎ 2008, p. 143-209 (lire en ligne)
- Christine Proust, « La multiplication babylonienne : la part non écrite du calcul », Revue d'histoire des mathématiques, vol. 6,‎ 2000, p. 293-303 (lire en ligne)
- Christine Proust, « Numération centésimale de position à Mari », Florilegium Marianum, vol. VI,‎ 2002, p. 513-516 (lire en ligne)
- Christine Proust, « Le calcul sexagésimal en Mésopotamie »(Archive.org • Wikiwix • Archive.is • Google • Que faire ?), sur CultureMATH
- (en) Alexander Jones (dir.), Christine Proust (dir.) et John M. Steele (dir.), A Mathematician's Journeys: Otto Neugebauer and Modern Transformations of Ancient Science, Springer, coll. « Archimedes » (no 45), 2016 (ISBN 978-3-319-25863-8, DOI 10.1007/978-3-319-25865-2)
- Christine Proust, « Otto Neugebauer (1899 – 1990) », Images des mathématiques, CNRS, 2011
- Christine Proust, « Brève chronologie de l'histoire des mathématiques en Mésopotamie »(Archive.org • Wikiwix • Archive.is • Google • Que faire ?), sur culturemath, 2006
- Mathématiques en Mésopotamie  in Images des Mathématiques par Christine Proust
- Christine Proust, « Hoyrup, 2002 », Éducmath,‎ 2007 (lire en ligne)Présentation et critique de Lengths, Widths, Surfaces avec notamment l'étude par Høyrup du problème 1 de la tablette BM 13901.
- Christine Proust, « Tablettes mathématiques cunéiformes : un choix de textes traduits et commentés »(Archive.org • Wikiwix • Archive.is • Google • Que faire ?), CultureMath Transcription et traduction complète de la tablette en français..